# Robert Wilson (pisarz)
Robert Wilson (ur. 1957) – brytyjski pisarz, autor kryminałów.
Ukończył studia licencjackie na Uniwersytecie Oksfordzkim. Otrzymał nagrody literackie: Złoty Sztylet  i Deutscher Krimi Preis (obie za powieść Śmierć w Lizbonie) oraz Gumshoe Award (za powieść The Silent and the Damned). Jego książki Ślepiec z Sewilli i The Silent and the Damned doczekały się adaptacji telewizyjnej pod tytułem Falcón.
Mieszka w Portugalii. Jest żonaty.

## Powieści
seria Bruce Medway
1. Instruments of Darkness (1995)
2. The Big Killing (1996)
3. Blood is Dirt (1997)
4. A Darkening Stain (1998)

- A Small Death in Lisbon (1999; wyd.pol. 2004 Śmierć w Lizbonie)
- The Company of Strangers (2001)

seria Javier Falcon
1. The Blind Man of Seville (2003; wyd.pol. 2005 Ślepiec z Sewilli)
2. The Silent and the Damned (2004)
3. The Hidden Assassins (2006)
4. The Ignorance of Blood (2009)

seria Charles Boxer
1. Capital Punishment (2013)
2. You Will Never Find Me (2014)
3. Stealing People (2015)